# Portorický příkop

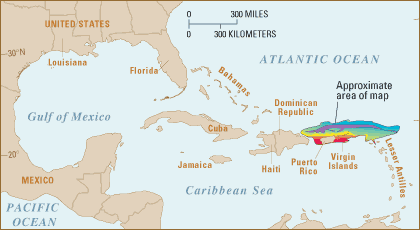
Poloha Portorického příkopu

Portorický příkop je podmořská sníženina na dně Atlantského oceánu nacházející se severně od Panenských ostrovů, Hispanioly, Portorika. Vede ve východozápadním směru, jeho délka čníní 1 100 km, maximální šířka pak 120 km a  maximální hloubka asi 8 600 m. Je v tomto oceánu nejhlubší.